# Münchner Freiheit (stacja metra)
Münchner Freiheit – stacja metra w Monachium, na linii U3 i U6, w dzielnicy Schwabing-Freimann. Stacja została otwarta 19 października 1971.